# Diletta Petronio
Diletta Petronio (Trieste, 16 luglio 1960) è una giornalista italiana.

## Biografia
Diletta Petronio, da 40 anni sul palcoscenico, i primi passi su quello teatrale e poi una lunga carriera giornalistica su quello televisivo, dal Tg1 della RAI a Mediaset. 
Triestina, nata nel 1960, giornalista professionista dal 1988, i primi passi all’economico dell’Agenzia Giornalistica Italia diretta da Gianna Naccarelli. Poi portavoce del Ministro del Bilancio Paolo Cirino Pomicino, è passata al TG1 diretto da Bruno Vespa, dove ha condotto le edizioni del mattino, del pomeriggio e della notte, sempre in forza al servizio economico. Nel 1996 dopo un lungo corteggiamento è stata voluta da Emilio Fede al TG4 di Mediaset, per condurre le edizioni delle 13.30 e della sera, dove ha continuato a occuparsi soprattutto di economia dai vicecaporedattore. 
Nella sua carriera giornalistica è stata aiutata dall’esperienza di attrice negli anni 80, sia in teatro che in tv, con Anton Giulio Majano e Pasquale Squitieri. All’attività giornalistica ha anche affiancato quella di consulente, docente di comunicazione e conduttrice di eventi per grandi aziende e istituzioni.
Da gennaio 2025 ha lasciato Mediaset e si dedica alla consulenza di comunicazione e a prestazioni professionali, sia come docente che come anchor, anche su canali online come Youtube.